# Taïeb Hafsi
Taïeb Hafsi (né en 1944) est un professeur et chercheur en management, québécois d'origine algérienne. Il est le titulaire de la chaire de management stratégique international Walter-J.-Somers à l'HEC Montréal. 
Il est l'auteur de plusieurs ouvrages sur le fonctionnement d'Hydro-Québec et sur son évolution depuis l'époque des grands projets comme ceux de la première phase du projet de la Baie James, jusqu'à la période actuelle marquée par de hauts niveaux de performance.
En 2018, il est élu membre de la prestigieuse Société royale du Canada. 

## Biographie
En 1984, Taïeb Hafsi a rejoint HEC Montréal. 
En 1996, Hafsi a également signé, en collaboration avec Line Bonneau, une étude sur l'organisation du club de hockey sur glace des Canadiens de Montréal sous la direction de Sam Pollock, l'un de ses dirigeants les plus célèbres.

## Publications
- Taïeb Hafsi, Entreprise publique et politique industrielle, New York, McGraw Hill, 1984
- Taïeb Hafsi, « The Dynamics of government in business », Interfaces, vol. 15, no 4,‎ 1985, p. 62
- Taïeb Hafsi et Christiane Demers, Le changement radical dans les organisations complexes : le cas d'Hydro-Québec, Montréal, Gaëtan Morin Éditeur, 1989, 370 p. (ISBN 2-89105-325-7)
- Taïeb Hafsi, M.N. Kiggundu et J.J. Jorgensen, « Strategic apex configurations in state-owned enterprises », Academy of Management Review, vol. 12, no 4,‎ 1987, p. 714-730
- Taïeb Hafsi et C. Koenig, « The state-soe relationship: some patterns », Journal of Management Studies, vol. 25, no 3,‎ 1988
- Bonneau Line et Taïeb Hafsi, Sam Pollock et le Canadien de Montréal, Sainte-Foy, Qc, Presses de l’Université du Québec, coll. « Les grands gestionnaires et leurs œuvres », 1996, 129 p. (ISBN 2-7605-0859-5)
- Taïeb Hafsi et R. Molz, « Evaluation and assessment of privatization outcomes: A conceptual model and empirical evidence », Government and Policy, vol. 15, no 4,‎ 1997
- Roger Lanoue et Taïeb Hafsi, Société d'État? Pourquoi pas? Concilier politique et performance : Les secrets de la réussite d'Hydro-Québec, Québec, Presses de l'Université du Québec, 2010, 194 p. (ISBN 978-2-7605-2537-5, présentation en ligne)